# Hemigrammocypris rasborella
Hemigrammocypris rasborella är en fiskart som beskrevs av Fowler, 1910. Hemigrammocypris rasborella ingår i släktet Hemigrammocypris och familjen karpfiskar. Inga underarter finns listade i Catalogue of Life.